# Büren an der Aare
Büren an der Aare (frz. Buron sur Aar) ist eine politische Gemeinde im Verwaltungskreis Seeland des Kantons Bern in der Schweiz.

## Geographie
Büren an der Aare liegt – wie es der Name bereits andeutet – am Fluss Aare, rund 15 Kilometer östlich von Biel/Bienne und 20 Kilometer westlich von Solothurn. Die Gemeinde erstreckt sich heutzutage nördlich und südlich des Flusses, wobei die Altstadt am rechten Südufer liegt.
Den Flussübergang bildet eine Holzbrücke, welche die nördlich liegende Gemeinde Lengnau mit der Hauptstrasse 22 (Solothurn–Lyss) verbindet, die südlich der Aare durch Büren führt. Seit 2002 ist die Brücke auch Zubringer zum Autobahnanschluss Lengnau.
Das Gemeindegebiet umfasst im Nordwesten das Areal in einer ehemaligen Aareschlaufe mit dem Naturschutzgebiet im Häftli, mit dem Beobachtungsturm Häftli, und im Nordosten einen Bereich auf der linken Aareseite. Es grenzt an Meienried, Safnern, Meinisberg, Rüti bei Büren, Lengnau BE, Grenchen, Oberwil bei Büren, Schnottwil, Diessbach bei Büren und Dotzigen.
Der höchste Punkt des Gemeindegebiets liegt im Südwesten auf einem Berg auf 596 m ü. M. Die Bürener sprechen von Stedtiberg, während er für die Bewohner von Dotzigen der Dotzigenberg ist.

## Geschichte

Luftbild, Walter Mittelholzer (1932)

Büren wurde im 12. Jahrhundert von den Freiherren von Strassberg gegründet. Die erste urkundliche Erwähnung geht auf das Jahr 1185 zurück. 1260 erhielt der Ort das Stadtrecht, das 1288 bestätigt wurde.
Durch die verkehrsgünstige Lage wurde Büren schnell zum wichtigen Standort als Aareübergang. Nach und nach wurde der noch heute bestehende historische Kern (Stedtli) errichtet. 1375 starb in Büren an der Aare der letzte Graf von Nidau, Rudolf IV., als er die Stadt gegen die Gugler verteidigte. Mit seinem Erbe ging das Gebiet an der Aare an die Grafen von Kyburg über. 1388 eroberte Bern den Ort.
In den 1840er-Jahren wurde das Rütithor entfernt, 1906 folgte das Dotzigenthörlein. 1911 schloss sich die bis dahin selbständige Gemeinde Reiben mit Büren an der Aare zusammen.
1921 und 1925 führten zwei Stadtbrände zur letzten grösseren Umgestaltung des historischen Ortsbildes.

### Holzbrücke von Büren
Bereits seit dem 13. Jahrhundert verbindet eine Holzbrücke das historische Büren mit dem Ortsteil Reiben nördlich der Aare. Seither wurde die Holzkonstruktion acht Mal durch Hochwasser, Eisgang oder Feuer zerstört, so unter anderem durch die bernischen Truppen beim Einfall der Franzosen 1798. Sie wurde 1821 neu erbaut.
Im Zuge des Jurakonflikts wurde Büren als Hauptort des damals noch existierenden Amtsbezirks Büren mehrfach zum Schauplatz. Im November 1987 verübten mutmassliche Béliers einen Brandanschlag auf die Holzbrücke, welcher jedoch fehlschlug.
Ein weiterer Brandanschlag führte am 5. April 1989 zur kompletten Zerstörung der Brücke. Um kurz nach 4 Uhr morgens stand der historische Flussübergang in Vollbrand. Zur Verzögerung der Feuerwehr waren parallel die Schlösser im Feuerwehrmagazin von Unbekannten mit Leim verklebt worden. 150 Einsatzkräfte aus Büren und den umliegenden Gemeinden bekämpften den Vollbrand, konnten aber schliesslich nur die Bodenstruktur retten, sodass kurz nach dem Brand zumindest ein Fussgängersteg über die zerstörte Brücke errichtet werden konnte. Ein beim Tatort gefundener Zeitungsartikel liess darauf schliessen, dass die Béliers damit die erstinstanzliche Verurteilung von Pascal Hêche rächen wollten; ein direkter Zusammenhang konnte jedoch nie nachgewiesen werden. Die Béliers selbst wiesen die Verantwortung zurück, und die Täterschaft blieb unauffindbar. 1991 wurde der Neubau, die neunte Brücke, dem Verkehr übergeben.

### Internierungslager Büren a. A.
Während des Zweiten Weltkriegs befand sich von 1940 bis 1946 in Büren an der Aare das grösste Internierungslager der Schweiz, das als Folge der deutschen Besetzung Südfrankreichs für die Angehörigen einer polnischen Division des 45. französischen Armeekorps eingerichtet wurde. Das Internierungslager Büren an der Aare war für 5'000 bis 6'000 Insassen ausgelegt. Es war von allen Seiten von der Aare umflossen und lag abseits des Städtchens.
Das Lager mit seinen 120 Baracken, einer Kommandantur, Lagerbüros, Materialmagazinen sowie Unterkünften für das Bewachungs- und Betreuungspersonal war von einem Stacheldrahtzaun und maschinengewehrbestückten Wachtürmen eingefasst. Nach dem März 1942 wurde das Lager nicht mehr für die Internierung von Militärpersonen benötigt. Die Schweizer Armee betreute dort später jüdische Flüchtlinge, italienische Militärflüchtlinge und entflohene sowjetische Zwangsarbeiter.

### Wallfahrtskirche Oberbüren
In Oberbüren, einem Ortsteil der Gemeinde Büren, befand sich im Mittelalter eine Wallfahrtskirche. Es handelte sich um ein so genanntes sanctuaires à répit, ein Auferweckungsheiligtum. Tot geborene Kinder wurden durch Erwärmung gerade lange genug zum Leben «erweckt», um sie taufen zu können. Dies entsprang der Notwendigkeit der Taufe für das Seelenheil. Nach der Reformation wurde das Marienheiligtum abgeschafft, die Kirche abgebrochen und 1534 die Wallfahrt mit Gewalt unterdrückt.

## Bevölkerung
| Jahr      | 1764 | 1850 | 1880 | 1900 | 1930 | 1950 | 1980 | 1990 | 2000 |
| Einwohner | 579  | 1419 | 1643 | 1963 | 2119 | 2171 | 2761 | 3125 | 3077 |

## Politik
Nebst der politischen Gemeinde gibt es in Büren auch eine Burgergemeinde. Seit Generationen am Ort ansässige Familien sind unter anderem die Stotzer, Sutter, Kocher, Kuster, Maeschi, Witschi, Gribi, Chiti, Schmalz und Scheurer. 15 % aller Wahlberechtigten in der politischen Gemeinde sind auch Burger von Büren an der Aare.
Gemeindepräsident ist Peter Zumbach (SVP).
In Büren wird regelmässig eine Gemeindeversammlung abgehalten.
Büren an der Aare wird im Wahlarchiv des Kantons Bern gemeinsam mit der Gemeinde Meienried erfasst.

## Verkehr

### Strasse
Büren liegt an der Hauptstrasse 22, welche den historischen Kern südlich umfährt. Über diese kann der Autobahnanschluss Grenchen erreicht werden.
Vom historischen Kern aus führen Verbindungsstrassen über die Holzbrücke nach Lengnau und zur Autobahnauffahrt Lengnau der A5.

### Öffentlicher Verkehr
Büren an der Aare liegt an der Bahnstrecke Lyss–Solothurn. 1994 wurde auf dem Streckenteil Büren an der Aare–Solothurn der Bahnverkehr eingestellt und durch Busverkehr ersetzt. Seither befindet sich in Büren an der Aare ein Kopfbahnhof, von welchem im Stundentakt Züge Richtung Busswil und Lyss fahren, wo Anschlüsse nach Biel/Bienne und Bern bestehen.
Seit 1952 ist Büren an der Aare ausserdem durch eine Schifffahrtslinie mit Solothurn und Biel verbunden.

## Sehenswürdigkeiten
Büren besitzt eine gut erhaltene Altstadt. Die Stadtbefestigungen sind im 19. und 20. Jahrhundert fast vollständig abgebrochen worden. An der Hauptgasse liegt das ehemalige Schloss der Berner Landvögte, heute Sitz der Bezirksverwaltung.
Die 1821 erbaute gedeckte Holzbrücke über die Aare wurde 1991 nach einem Brandanschlag im Jahr 1989 wieder aufgebaut.
Bedeutend ist die reformierte Kirche (Stadtkirche).
In Büren an der Aare steht eine 1684 gebaute Kornmühle.

## Impressionen

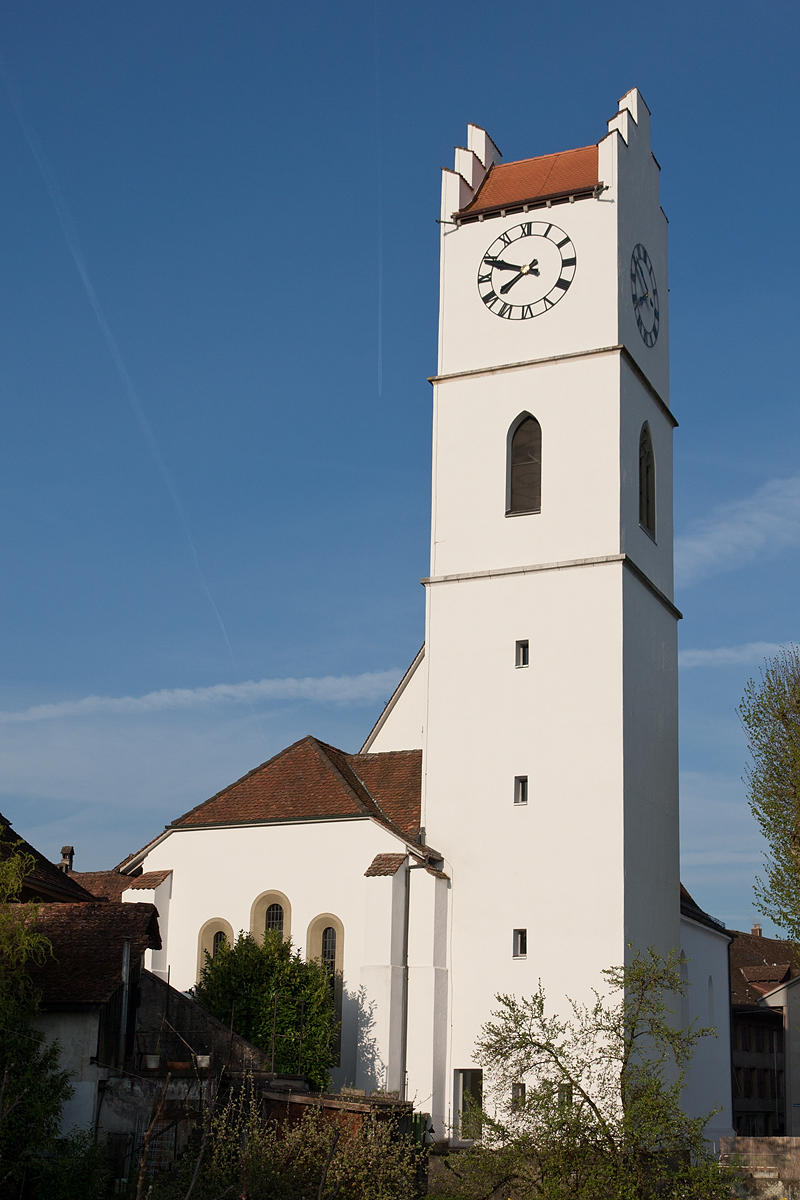
Stadtkirche
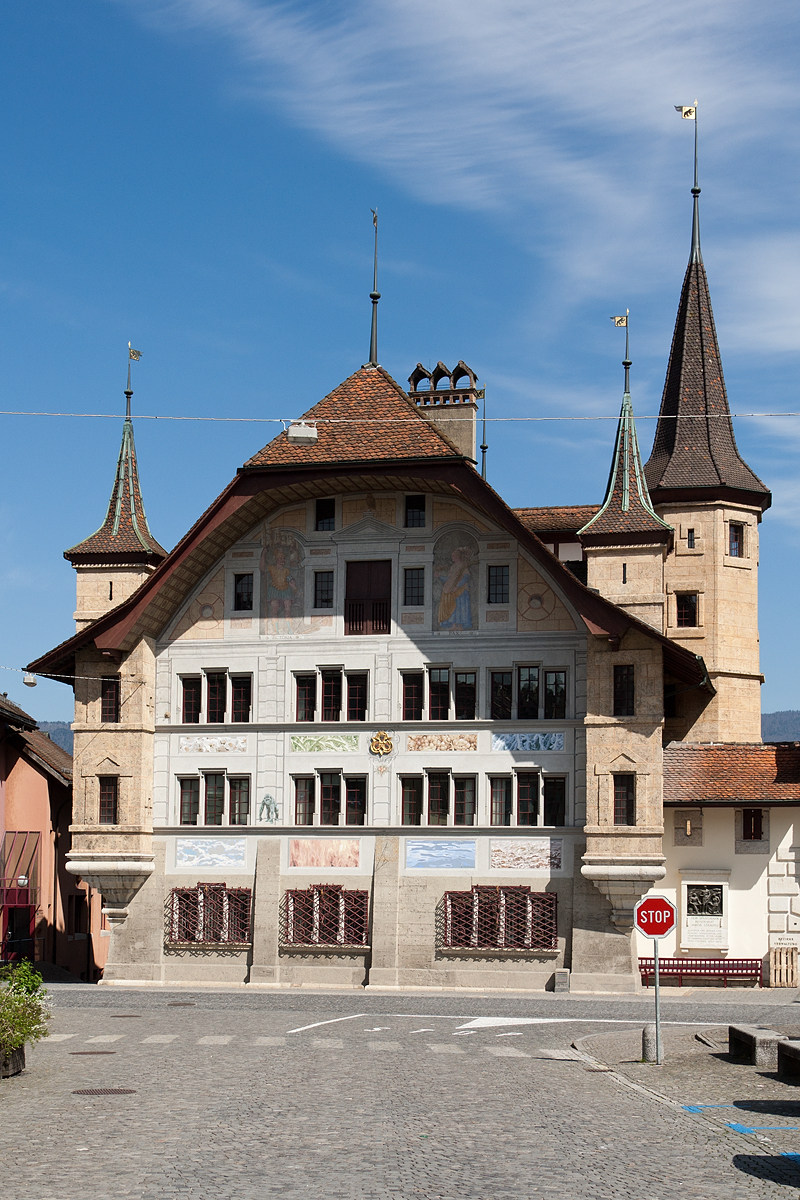
Schloss
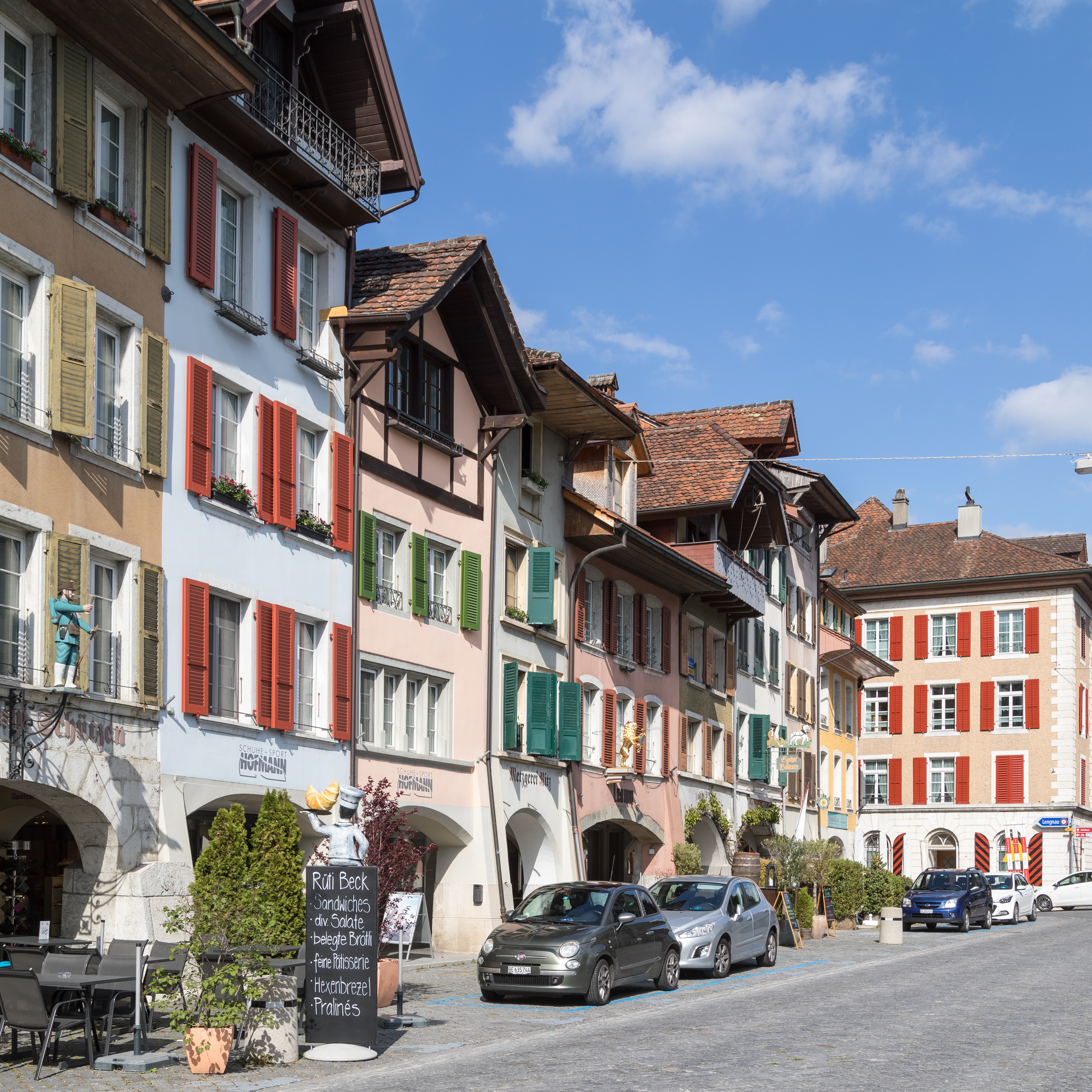
Hauptgasse
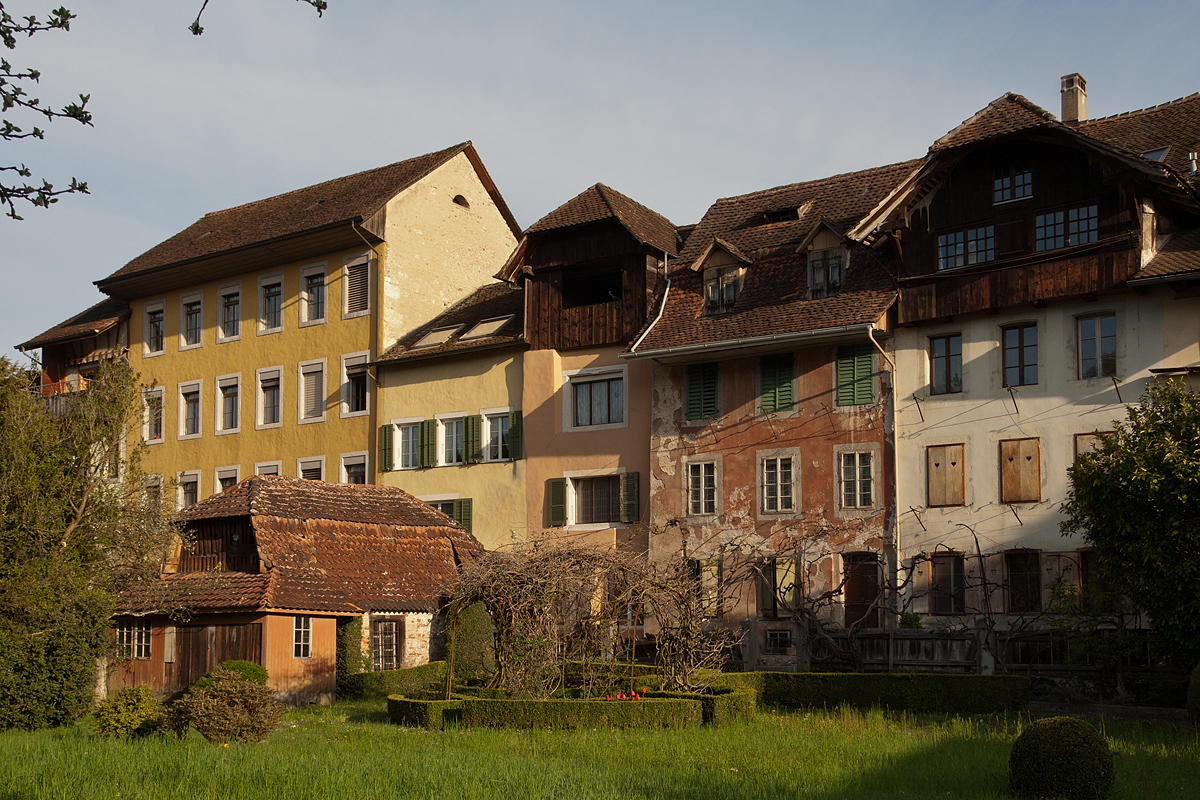
Graben
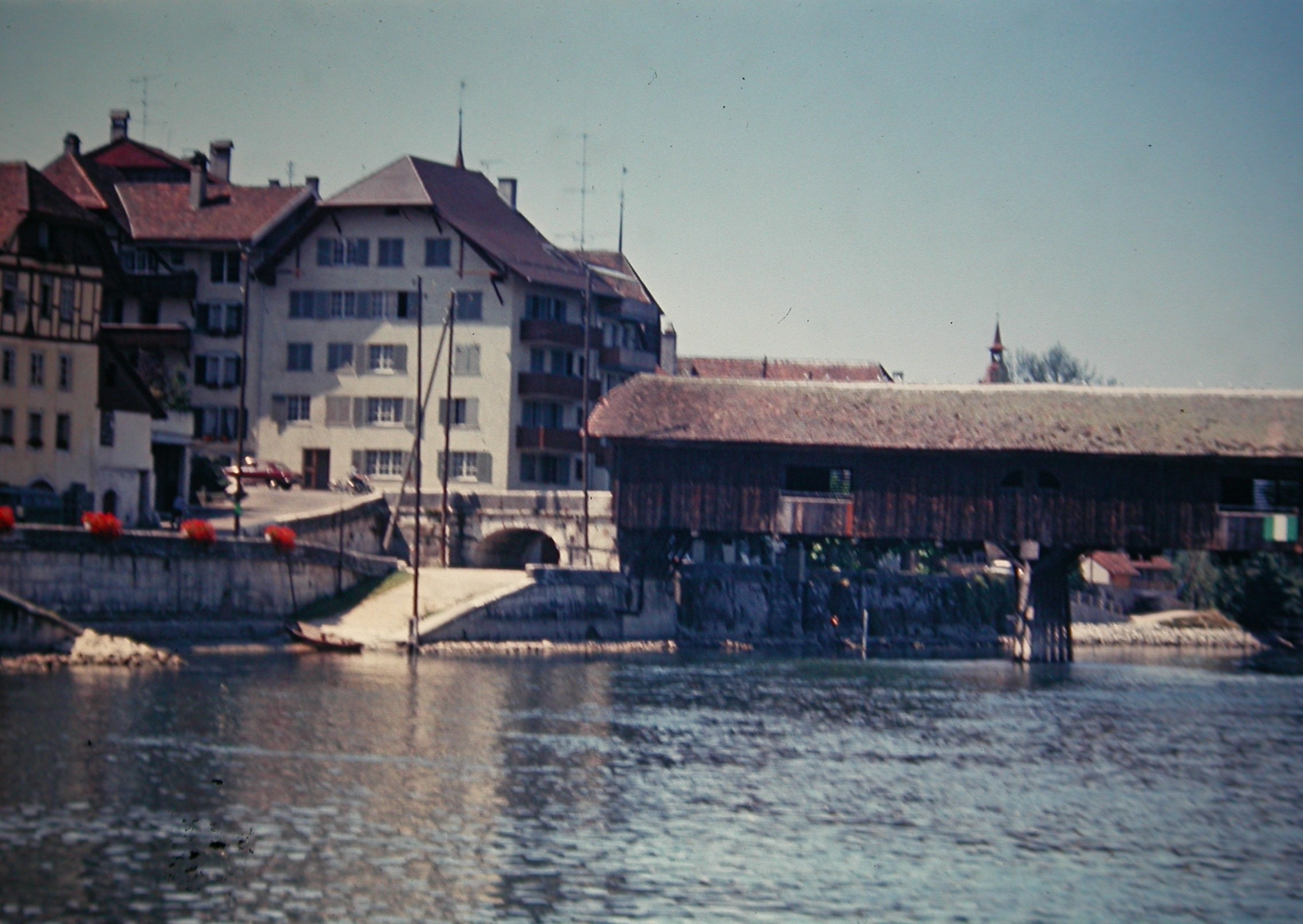
Die alte Holzbrücke im Originalzustand
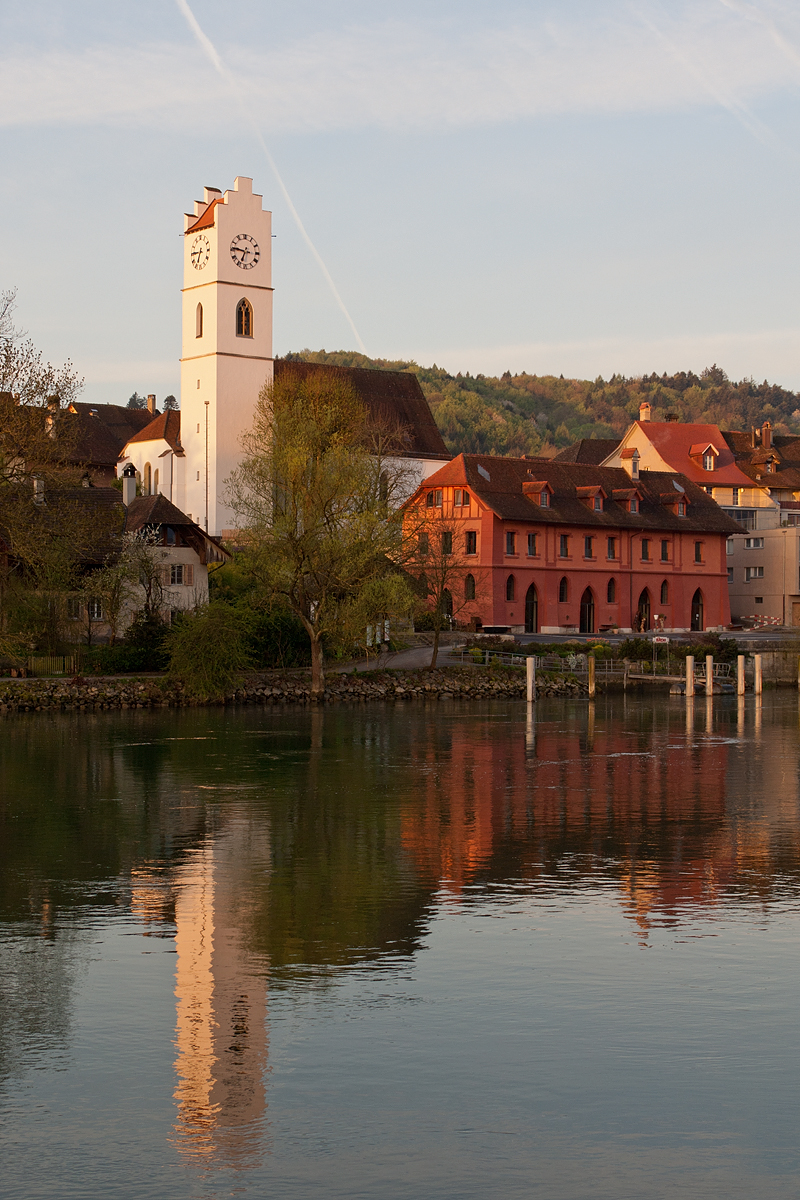
Ländti
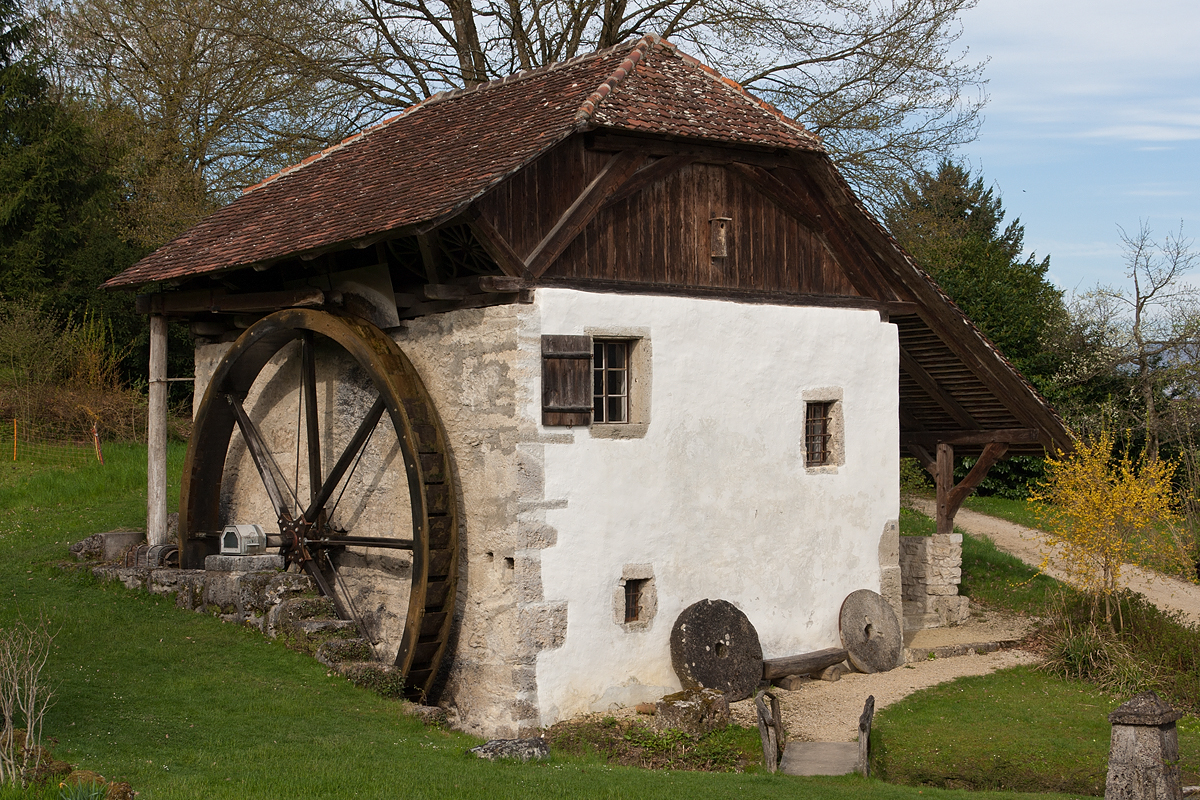
Alte Mühle

## Brauchtum
Büre-Nöijohr (Büren-Neujahr) jeweils am 1./2. Januar: über 400 Jahre alter, dauernd sich wandelnder Brauch, eine der ersten Fasnachten in der Schweiz mit «Chesslete» und kostümiertem Umzug der «jungen Knaben»; am 2. Januar wird die Figur des «Nimmerselig», Symbol für den Winter, auf dem Marktplatz verbrannt.
In Büren gab es bis zur Reformation mit ziemlicher Sicherheit eine Fasnacht. Zudem war Büren ein weitherum bekannter Wallfahrtsort, und zwar dank dem wundertätigen Marienbild der Kapelle von Oberbüren. Dort konnten Totgeborene für eine kurze Zeit wiederbelebt und getauft werden. Nach dem damaligen Glauben kamen die Seelen von nicht getauften Kindern nämlich in die Vorhölle (limbus puerorum) und brachten so viel Unheil über die Angehörigen. Die Eltern kauften sich durch das Taufen der Totgeborenen also frei – eine Art des Ablasshandels, der letztendlich zum Mitauslöser der Reformation wurde.
Sowohl die Fasnacht wie die Taufkapelle wurden als Folge der Reformation von 1529 verboten. Büren erlitt dadurch einen enormen wirtschaftlichen Schaden. Die Überlieferung sagt, dass Bern den Bürern zugestand, Anfang Jahr eine Fasnacht durchzuführen, damit sie das entgangene Geschäft etwas kompensieren konnten. Daraus entstand das Büre-Nöijohr, ein Brauch der seit knapp 500 Jahren jeweils am 1. und 2. Januar gefeiert wird. Das Büre-Nöijohr gilt als einzigartig und ist schweizweit die erste Fasnacht des Jahres.

## Persönlichkeiten
- Hans Beutler (1913–1994), Künstler, stammte aus Büren und half während des Krieges in Le Chambon-sur-Lignon Juden vor dem Holocaust zu retten
- Fritz Gribi (1895–1961), Lehrer und Bühnenautor in Konolfingen
- Ronald Kocher (* 1929), Maler, Grafiker, Bildhauer und Sachbuchautor, wurde in Büren geboren
- Markus Raetz (1941–2020), Maler, Bildhauer und Fotograf. Raetz wuchs in Büren in einem kunstfreundlichen Elternhaus auf. Bereits als Schüler assistierte er in den Ferien beim ortsansässigen Künstler Peter Travaglini. Raetz ist einer der renommiertesten Schweizer Gegenwartskünstler.
- Peter Travaglini (1927–2015), Maler, Plastiker, Bildhauer und Grafiker. Bereits ab den frühen 1970er Jahren war er während 20 Jahren Präsident der Altstadtkommission Büren an der Aare und betätigte sich als Restaurator. Zudem zeichnete er 1991 für die Neugestaltung der Holzbrücke und den Farbrichtplan der Altstadtfassaden in Büren von 1975 verantwortlich. 2019 wurde zu seinen Ehren der Travaglini-Platz mit zwei von seinen Granit-Skulpturen beim Bahnhof in Büren an der Aare eingeweiht.

## Unternehmen
Das hier im Jahr 1946 gegründete fleischverarbeitende Familienunternehmen Bigler hat heute noch seinen Hauptsitz in Büren.
Witschi Electronic AG ist ein Schweizer Unternehmen mit Sitz in Büren an der Aare, das sich auf die Entwicklung und Herstellung von Präzisionsmessgeräten für die Uhrenindustrie spezialisiert hat. 
Es gilt als führender Anbieter von Prüfgeräten für die Kontrolle von mechanischen und elektronischen Uhren weltweit.